# تدريب الحيوانات
تُشير جملة ترويض الحيوانات أو تدريب الحيوانات إلى تعليم الحيوانات على الاستجابة إلى أوامر أو مؤثرات مُعينة. والتدريب يكون له أغراضٌ مُعينة وذلك لأجل خدمات مُختلفة مثل المُرافقة أو الترفيه أو الصيد أو الحراسة أو التفتيش. كما تختلف وسائل التدريب من مُدرب إلى آخر. فالبعض يستخدم القسوة في تدريبه والبعض يعتمد على جعل الحيوان يعتمد على نمط حياة مُعينة. تدريب الحيوانات أكثر ما يكون في أعمال السيرك لأجل العروض وجنيّ المال. بما في ذلك الأسود والقرود والكلاب. كما أن في الكثير من البُلدان يتم تدريب الكلاب للبحث والتفتيش عن المُخدرات والمواد الممنوعة الأخرى. في الوطن العربي وخاصةً في دُول الخليج يتم تدريب الصقور وبعض الطيور الجارحة على صيد الفرائس؛ بالإضافة إلى تدريب بعض أنواع الكلاب الأخرى لذات الغرض.
توجد في بعض البلدان هيئات تمنح شهادات مدربي الحيوانات. لا يتشاركون أهداف أو متطلبات ثابتة ولا يمنعون الاشخاص من ممارسة تدريب الحيوانات أو استخدام لقب مدربي حيوانات. نفس الشيء ينطبق على الولايات المتحدة إذ لا تشترط على مدرب الحيوانات أن يكون حاصلًا على شهادة في تدريب الحيوانات. مدرب الحيوانات يجب أن يأخذ في الحسبان السلوك الطبيعي للحيوان ويهدف إلى تعديل هذا السلوك بواسطة نظام محدد من المكافأة والعقاب.

## الأساليب

### النهج السلوكي

#### الأساسيات
خلال التدريب يستطيع مدرب الحيوان إدارة واحدة من أربع عواقب محتملة لسلوك معين.
- التعزيز الإيجابي
  - يحدث عندما يكون سلوك الحيوان متبوعًا بمحفز إيجابي، ما يؤدي إلى زيادة حدوث السلوك مستقبلًا.[4]
- التعزيز السلبي
  - يحدث عندما يكون سلوك الحيوان متبوعًا بإزالة منبه مكره، ما يؤدي إلى زيادة حدوث السلوك مستقبلً.[4]
- العقاب الإيجابي
  - يحدث عندما يكون سلوك الحيوان متبوعًا بإضافة حافز مكره. ما يؤدي إلى  تقليل حدوث السلوك مستقبلً.[4]
- العقاب السلبي
  - يحدث عندما يكون سلوك الحيوان متبوعًا بإزالة الحافز، فيقل ظهور السلوك مستقبلًا.[4]

يؤكد محللو السلوك استخدام التعزيز الإيجابي لزيادة السلوك المرغوب والعقاب السلبي لتقليل السلوك غير المرغوب. إذا استُخدم العقاب لتقليل السلوك غير المرغوب، فيجب أن يتلقى الحيوان التعزيز الإيجابي لسلوك بديل.

#### تكوين سلوك جديد
يجب أن يُقدم التعزيز وفقًا لجدول مُعَد سلفًا. يحدد الجدول الزمني للتعزيز هل عُززت كل الاستجابات أم فقط بعضها، ويتضمن ما يلي:
- نسبة متغيرة
  - يحدث تسليم المعزز بعد عدد محدد من الاستجابات، لكن يختلف هذا الرقم حول متوسط العدد.[4]
- نسبة ثابتة
  - يحدث عدد محدد من الاستجابات قبل تسليم المعزز.[4]
- فترة متغيرة
  - هي تعزيز الاستجابة الأولى التي تصدر بعد مجموعة، لكن مع انقضاء مقدار متغير من الوقت.[4]
- فترة منتظمة
  - تعزيز صدور الاستجابة الأولى بعد بعد انقضاء وقت محدد.[4]

في حين يكون استمرار التعزيز في جدول النسبة الثابتة ضروريًا لمراحل التعلم البدائية، فإن جدول النسبة المتغيرة هو الأكثر تأثيرًا في المحافظة على السلوك مدةً طويلة من الزمن.
بوسع مدرب الحيوان اتباع طرق مختلفة لدفع الحيوان للاستجابة للمحفز بطريقة معينة. مثلًا، التشكيل هو عملية يتم من خلالها مكافأة التقريبات المتتالية حتى تحقق الاستجابة المطلوبة. قد يستخدم مدرب الحيوانات التعزيز المشروط. مثلًا الطقطقة، لملء الفراغ بين الاستجابة والتعزيز الإيجابي. بعض المحفزات التي تعد تمييزية هي إشارات وأهداف. يمكن استخدامها لتحفيز استجابة معينة من الحيوان، ويمكن تغييرها إلى محفزات أخرى أو تقليل حجمها. من أجل تأخير الإشباع، يجب أن يكون حجم المعزز صغيرًا قدر الإمكان وأن يظل فعالًا في التعزيز. أيضًا، توقيت تسليم المعزز يمثل جوهر الموضوع. في البداية يكون الفاصل الزمني بين الاستجابة والعواقب في حده الأدنى حتى يتمكن الحيوان من ربط العواقب بالاستجابة التي أظهرها.
أمور مهمة أخرى مرتبطة بهذه الطريقة:
- التحكم في التحفيز.
- عمليات التحفيز.
- الحساسية.
- التسلسل.
- التمييز.
- التعميم.